# Garry Monk
Garry Alan Monk (* 6. März 1979 in Bedford) ist ein ehemaliger englischer Fußballspieler und derzeitiger Trainer.

## Frühe Karriere
Garry Monk begann seine Karriere bei Torquay United, wo er in der Saison 1995/96 zu fünf Einsätzen kam. Am Ende der Saison wechselte er zum FC Southampton. Bei den Saints unterschrieb er 1997 seinen ersten Profivertrag. Da er in Southampton nie richtig Fuß fassen konnte, wurde in den Jahren von 1998 bis 2004 insgesamt fünfmal an andere englische Vereine ausgeliehen. Seine Stationen waren unter anderem Oxford United, Sheffield Wednesday und der FC Barnsley. Letzterer verpflichte Monk im Februar 2004 ablösefrei.

## Swansea City
Im Sommer 2004 verließ er Barnsley wieder und schloss sich dem walisischen Verein Swansea City an. In der Saison 2006/07 zog er sich nach zwei Saisonspielen einen Kreuzbandriss zu, der ihn für lange Zeit ausfallen und den Vorstand über seine vertragliche Zukunft nachdenken ließ.
Als Kapitän der Schwäne kehrte er zur Saison 2007/08 zurück und verhalf dem Verein zum Aufstieg in die zweite englische Liga. Zur Saison 2008/09 bekam er mit Ashley Williams einen neuen Partner für die Innenverteidigung und bildete mit ihm einen sicheren Rückhalt für das Team in dieser Saison.
Am 6. Februar 2013 unterzeichnet Monk einen neuen Vertrag bei Swansea, der ihn bis Juni 2015 an den Klub bindet.
Später in diesem Monat gewann Monk den ersten großen Titel seiner Karriere als Swansea, unter Trainer Michael Laudrup, Bradford City mit 5:0 im Liga-Cup-Finale 2013 im Wembley-Stadion schlagen konnte.
Nachdem er in der Saison 2012/13 nur zu 15 Einsätzen gekommen war, sagte er, dass „die Zeit reif sei“, das Kapitänsamt an einen anderen Spieler abzutreten. Seitdem trug Ashley Williams die Binde.

## Trainer
Nach Michael Laudrups Entlassung wurde Monk am 4. Februar 2014 zum Interimstrainer ernannt. Er war für die Schwäne zu diesem Zeitpunkt allerdings immer noch spielberechtigt. Sein erstes Spiel auf der Bank war das Wales-Derby gegen Cardiff City, das Swansea mit 3:0 gewinnen konnte. Am 7. Mai 2014 wurde er zum neuen Cheftrainer ernannt und unterzeichnete einen Dreijahresvertrag. Am 9. Dezember 2015 wurde er entlassen.
Am 2. Juni 2016 wurde Garry Monk als Cheftrainer von Leeds United vorgestellt, nach einer Saison trat er von seinem Posten wieder zurück. Wenig später übernahm er den Trainerposten beim Zweitligakonkurrenten FC Middlesbrough, wurde aber nach einem 2:1-Erfolg gegen Sheffield Wednesday auf dem 9. Tabellenplatz liegend bereits am 23. Dezember 2017 entlassen. Auch der Vertrag seines Trainerkollegen von Sheffield Wednesday, Carlos Carvalhal, wurde nach dieser Partie aufgelöst. Am 4. März 2018 wurde Monk als Nachfolger des am Vortag entlassenen Steve Cotterill beim abstiegsgefährdeten Zweitligisten Birmingham City vorgestellt. Zu Monks Trainerteam bei Birmingham gehören auch Co-Trainer Pep Clotet, mit dem Monk bereits bei Swansea und Leeds zusammengearbeitet hatte, sowie Torwarttrainer Darryl Flahavan, der unter Monk bereits bei Leeds und Middlesbrough gewirkt hatte. Am Saisonende führte er Birmingham zum Klassenerhalt. In der Saison 2018/19 belegte er mit Birmingham trotz eines Abzugs von neun Punkten am Saisonende mit Rang 17 einen Platz im gesicherten Mittelfeld. In der Sommerpause 2019 kam es zum Zerwürfnis mit der Vereinsführung, und der bei den Fans äußerst populäre Monk wurde am 18. Juni 2019 entlassen.
Anfang September 2019 wurde Monk neuer Cheftrainer des Zweitligisten Sheffield Wednesday, wo er dem in der Saisonpause zu Newcastle United gewechselten Steve Bruce nachfolgt. Der bisherige Interimstrainer Lee Bullen rückt in Monks Trainerstab. Nachdem der Klub in die Saison 2020/21 mit einem Defizit von zwölf Punkten gestartet war und in den ersten elf Ligaspielen lediglich drei Siege gelangen, wurde Monk im November 2020 entlassen.
Einen neuen Cheftrainerposten trat Monk erst wieder im März 2024 an, als er den abstiegsgefährdeten Drittligisten Cambridge United übernahm. Monk schaffte in der Saison 2023/24 mit Cambridge noch den Klassenerhalt, das Team befand sich aber auch in der folgenden Saison 2024/25 von Beginn an im Abstiegskampf. Der erste Saisonsieg gelang erst im 10. Ligaspiel, ab Dezember siegte das Team nur in einem von 13 Ligaspielen und rutschte dadurch ans Tabellenende ab. Am 16. Februar 2025 wurde Monk schließlich entlassen, das Team hatte zu diesem Zeitpunkt acht Punkte Rückstand auf einen Nichtabstiegsplatz.